# 刘季幸
刘季幸（1955年2月—），男，江苏靖江人。中国人民解放军中将军衔。一级大法官。

## 生平
1979年至1983年，就读于西南政法学院。曾任总政治部保卫部侦察局局长、保卫局局长，中央军委纪委专职委员。2009年7月，任中国人民解放军军事法院副院长。2011年8月26日，任正军级解放军军事法院院长。2012年12月，获晋一级大法官。2014年12月，与时任中国人民解放军军事检察院检察长李晓峰一起晋升为副大军区级。2018年2月24日，当选为第十三届全国人大代表。
2007年，晋升少将军衔。2016年8月，晋升中将军衔。